# خضيري
الخضيري هو نوع من أنواع الزيتون السوري، يكون ثموه عند النضج أسود اللون متوسط الحجم متطاول الشكل. يشكل هذا الصنف ما نسبته 10.3٪ من إجمالي مساحة الزيتون في سورية.

## الاستفادة
وهو صنف ثنائي الغرض تتم زراعة هذا النوع من الزيتون من أجل الاستفادة زيته حيث أن نسبة الزيت فيه عالية و تتراوح بين 22 إلى 26 بالمئة من وزن الحبة.

## الإنتاجية
إنتاجية الشجرة سنويا تتراوح بين 35 إلى 50 كيلو غرام سنويا. الاحتياجات المائية الشجرة من زيتون الخصيري كبيرة تتراوح بين 400 إلى 800 ملم سنويا وبالتالى فإن مناطق زراعته تنحصر في المناطق ذات الهطل المطري العالى وتحديداً في ينتشر هذا الصنف بشكل كبير في محافظة اللاذقية وبشكل أقل في محافظة طرطوس وحماه وحمص..

## مقاومة الأمراض
شجرة زيتون الخضيري غير مقاومة لحفار الساق ولكنها غير مقاومة لعين الطاووسوقد لاحظنا انتشار الإصابة بهذا المرض بنسبة كبيرة في في بعض المناطق والجفاف.

## طالع أیضا
- زيتون
- جلط تدمري
- مهاطي
- محزم أبو سطل
- مصعبي
- قيسي
- جلط
- دعيبلي
- صوراني